# Чебоксари (аеропорт)
Аеропорт Чебоксари (чув. Шупашкар Аэропорчĕ) (IATA: CSY, ICAO: UWKS) — невеликий аеропорт, розташований за 7 км на південний схід від м. Чебоксари, Чувашія, Росія.
Приймаємі повітряні судна: Ан-12, Ан-24, Ан-26, Іл-18, Іл-76, Ту-134, Ту-154, Як-40, Як-42, Боїнг-737, вертольоти. 

## Авікомпанії та напрямки
| Авіакомпанія      | Пункт призначення                                             |
| ----------------- | ------------------------------------------------------------- |
| Nordavia          | Сезонний: Сімферополь                                         |
| Nordwind Airlines | Москва-Шереметьєво Сезонний чартер: Сімферополь               |
| Pobeda            | Москва-Внуково Сезонний:Ст Петербург (з 31 жовтня 2018), Сочі |
| Pegas Fly         | Сезонний чартер: Анталія                                      |
| Orenburzhye       | Уфа                                                           |